# Anomala iwasei
Anomala iwasei är en skalbaggsart som beskrevs av Miyake 1994. Anomala iwasei ingår i släktet Anomala och familjen Rutelidae. Inga underarter finns listade i Catalogue of Life.